# 難波春水
難波 春水（なんば しゅんすい、1915年3月30日 - 1947年10月）は、昭和時代前期日本の作詞家。別名義に芳賀 武（はが たけし）がある。

## 来歴
1915年（大正4年）、鹿児島県川辺郡知覧村（現在の南九州市）に生まれる。村立知覧小学校高等科を卒業後、県立薩南工業学校建築科を経て大阪高等工業学校を卒業した。
帰郷後の1940年（昭和15年）、華北交通が懸賞募集した社歌で一等入選。1942年（昭和17年）には鹿児島日報（南日本新聞の前身紙）が真珠湾攻撃で戦死した横山正治を顕彰する歌の選定を企画し、懸賞募集を行った「あゝ軍神横山少佐の歌」に「芳賀武」名義で入選した。戦後は広島県の「三原市々歌」に本名、大阪府の「高槻市歌」および鹿児島県の「川内市民歌」に「芳賀武」名義で相次いで入選したが、このうち「高槻市歌」の発表演奏が行われたのと同時期の1947年（昭和22年）10月に急逝した。享年33（満32歳没）。

## 主な作品
- 華北交通の歌（作曲：岡崎二郎、1940年）[3]
- 三原市々歌（作曲：中村忠）

芳賀武名義
- 軍神横山少佐の歌（作曲：古関裕而、1942年）
- 高槻市歌（作曲：西川得了、1947年）
- 川内市民歌（作曲：山田耕筰、1947年）